# 1071年
| 千纪： | 2千纪 |
| 世纪： | 10世纪 \| 11世纪 \| 12世纪                                                                                 |
| 年代： | 1040年代 \| 1050年代 \| 1060年代 \| 1070年代 \| 1080年代 \| 1090年代 \| 1100年代                           |
| 年份： | 1066年 \| 1067年 \| 1068年 \| 1069年 \| 1070年 \| 1071年 \| 1072年 \| 1073年 \| 1074年 \| 1075年 \| 1076年 |
| 纪年： | 辛亥年（猪年）；辽咸雍七年；北宋熙宁四年；西夏天賜禮盛國慶三年；大理正德十年；越南神武三年；日本延久三年   |

## 大事记
- 中國
  - 北宋西夏熙河之戰，王韶在洮河流域，收復熙、河、洮、岷、疊與宕州等地，建立熙河路並威脅西夏右廂地區。
  - 王安石實行募役法。
- 東羅馬帝國
  - 2月，拜占庭皇帝羅曼努斯四世遣使與塞爾柱帝國和談，塞爾柱帝國蘇丹阿爾普·阿爾斯蘭解除包圍埃德薩城，向南移師對抗法蒂瑪王朝。
  - 4月，拜占庭帝國義大利督軍區首府巴里被諾曼人占領 ，結束了義大利從查士丁尼大帝遠征後長達五個世紀的拜占庭帝國統治。
  - 8月，拜占庭皇帝羅曼努斯四世發動第四次遠征，希望趁塞爾柱帝國反應之前收復亞美尼亞，塞爾柱帝國蘇丹阿爾普·阿爾斯蘭倉促回師，與拜占庭帝國在曼齊刻爾特隔穆拉特河對陣，並以少剩多俘虜羅曼努斯四世，贏得曼齊刻爾特戰役，拜占庭帝國前任皇帝君士坦丁十世之子米海爾七世被推舉為皇帝，羅曼努斯四世回國後被刺瞎雙目並流放，翌年去世。

。
- - 塞爾柱帝國擊敗法蒂瑪王朝哈里發穆斯坦綏爾，奪下耶路撒冷並虐殺戰俘，成為後來十字軍東征遠因。

## 出生
- 呂頤浩，中國北宋末期及南宋初期人（1139年去世，68岁）